# 丁卫一
丁卫一（Selam）是环绕小行星丁基内什星运行的一颗卫星，由露西号于2023年11月27日飞越期间所发现。其直径为220米。
丁卫一与丁基内什星共同组成了一对双小行星系统，也是即1993年伽利略号飞越艾女星以来，人们首次在小行星地带探访这种天体。这个系统类似于双生星系统，使科学家可以对比双小行星在太阳系不同区域的类似天体。
尽管双小行星系统在太阳系中并不罕见，但露西号却发现丁卫一是一颗密接双星，它是由两个部分拼接而成，使它称为人类发现的首个密接小行星卫星。